# Hans Christian Hansen
Hans Christian Hansen (ur. 18 listopada 1906 w Århus, zm. 19 lutego 1960 w Kopenhadze) – duński polityk.
Od 1933 do 1937 zajmował stanowisko przewodniczącego młodzieżowej organizacji socjaldemokratycznej. W 1936 został deputowanym do Folketingetu. W czasie II wojny światowej uczestniczył w ruchu oporu. Był ministrem: finansów (1945, 1947–1950) i spraw zagranicznych (1953–1958). W latach 1955–1960 pełnił funkcje przewodniczącego partii Socialdemokraterne i premiera Danii.